# Radosław Paczuski
Radosław Paczuski (ur. 24 stycznia 1993 w Warszawie) – polski kick-bokser, zawodnik muay thai oraz mieszanych sztuk walki (MMA). Amatorski mistrz świata K-1, mistrz organizacji FEN również w formule K-1, były mistrz federacji DSF Kickboxing Challenge także w tej samej formule. Aktualny zawodnik MMA walczący dla federacji KSW, w której zajmuje 5 miejsce w oficjalnym rankingu wagi średniej.

## Kariera w kick-boxingu
Jako pierwszy zawodnik w historii, sięgnął po pasy mistrzowskie dwóch najważniejszych organizacji, promujących zawodowy kick-boxing w Polsce.
Członek kadry narodowej w kick-boxingu i muay thai w latach 2014–2016. Wielokrotny medalista imprez krajowych i zagranicznych. W latach 2015–2017 związany z grupą DSF Kickboxing Team. Następnie w latach 2017-2019 związany z federacją Fight Exclusive Night (FEN). Stoczył ponad 100 walk amatorskich i 24 zawodowych. Zwycięzca walk na galach King of Kings, MFC, DSF Kickboxing Challenge czy Fight Exclusive Night.
Podczas gali HFO: Bank, która odbyła się 5 czerwca 2021 w Warszawie zmierzył się z Ricardasem Kulisem. Zwyciężył przez TKO w pierwszej rundzie.
17 maja 2025 podczas gali zorganizowanej z okazji dziesiątych urodzin klubu Uniq Fight Club znokautował kolanem na korpus w trzeciej rundzie Brazylijczyka, Juniora Orgulho. Po tym zwycięstwie zachwycony jeden z właścicieli KSW, Martin Lewandowski, zapowiedział, że Paczuski będzie kolejnym potencjalnym pretendentem do pasa KSW wagi średniej.

## Kariera MMA

### ACA
Przed rozpoczęciem kariery w MMA wspominał, że będzie chciał sprawdzić się w tej dyscyplinie i często trenował swoje umiejętności walki w parterze. Zawodowy debiut w formule MMA, który odbył się na gali ACA 92 w dniu 16 lutego 2019 ogłosiła sama rosyjska organizacja, Absolute Championship Akhmat. Oczekiwano, że jego pierwszym rywalem zostanie Marcin Krakowiak, jednak ze względu na konieczność zmiany kategorii wagowej zmierzył się z Jarosławem Lechem. Po wielu problemach w walce ostatecznie zwyciężył jednogłośną decyzją sędziów.
Jeszcze tego samego roku, w drugiej zawodowej walce na ACA 96 miał zmierzyć się z Piotrem Szczodrowskim, ale ten podczas przygotowań doznał kontuzji i musiał wycofać się z walki. Nowym przeciwnikiem Paczuskiego został Damian Ostęp. W pierwszej rundzie przy wymianie ciosów popularny The Machine znokautował swojego rywala ciosem lewym podbródkowym.
W listopadzie tego samego roku stoczył walkę na ACA 101 z debiutującym Danielem Płonką, którego pokonał przez ciężki nokaut w 29 sekund od rozpoczęcia pojedynku.

### KSW
W 2022 roku związał się kontraktem z najlepszą polską federacją MMA – Konfrontacją Sztuk Walki (KSW). 28 maja 2022 podczas gali KSW 70: Pudzian vs. Materla zmierzył się z byłym kick-bokserskim mistrzem organizacji Glory, Jasonem Wilnisem. Walka skończyła się w trzeciej rundzie przez TKO, po tym jak Holender doznał kontuzji palca.
20 sierpnia na KSW 73: Sarara vs. Wrzosek pokonał przez nokaut (prawy podbródkowy) po niespełna dwóch minutach walki doświadczonego Anglika, Jasona Radcliffe'a.
Na gali XTB KSW 78: Materla vs. Grove 2, która odbyła się 21 stycznia 2023 w Szczecinie zmierzył się ze zwycięzcą pierwszej edycji programu Tylko jeden, Tomaszem Romanowskim. Po trzech rundach niesamowitego boju przegrał przez niejednogłośną decyzję sędziów, z których jeden punktował walkę 29-28 dla Paczuskiego, dwaj pozostali jednak w takim samym stosunku dla Romanowskiego. Trzy dni po tej gali KSW dodatkowo nagrodziło obu zawodników bonusem za najlepszą walkę wieczoru.
Kolejną zawodową walkę stoczył 3 czerwca 2023 na warszawskim Stadionie PGE Narodowym podczas gali XTB KSW 83: Colosseum 2. Jego rywalem był doświadczony Michał Materla. Po dobrym początku ostatecznie przegrał przez nokaut. Dwa dni później federacja KSW nagrodziła Materlę oraz Paczuskiego dodatkowym bonusem pieniężnym za najlepszą walkę wieczoru gali.
Oczekiwano, że następna walkę stoczy 20 stycznia 2024 podczas gali XTB KSW 90 w hali COS Torwar, jednak z powodu kontuzji złamanej ręki nie wystąpi na tym wydarzeniu.
28 marca 2024 podczas programu Koloseum – Magazyn sportów walki Radosław Paczuski wraz z Tomaszem Romanowskim odebrał statuetkę Herakles w kategorii Walka Roku 2023.
Po rocznej przerwie od ostatniej walki powrócił 20 lipca 2024 podczas gali XTB KSW 96 w łódzkiej Atlas Arenie. Jego rywalem został debiutujący w KSW, Kacper Karski. W trzeciej rundzie pokonał rywala przez TKO, rozbijając jego nogę niskimi kopnięciami. Pierwotnie Paczuski miał zawalczyć z Czechem, Dominikiem Humburgerem, jednak ten wycofał się z walki z powodu problemów zdrowotnych w trakcie robienia wagi.
Podczas trwającej gali KSW 97 w Tarnowie poinformowano, że Paczuski wejdzie do walki wieczoru kolejnej gali, w której zmierzy się z mistrzem francuskiej organizacji Hexagone MMA, Laïdem Zerhounim. Do polsko-francuskiej konfrontacji doszło 14 września 2024 podczas wydarzenia XTB KSW 98 w Lubinie. Już po minucie walki Paczuski znokautował rywala. Dwa dni później zawodnicy otrzymali od federacji bonus za walkę wieczoru.
25 stycznia 2025 na gali XTB KSW 102 w Radomiu, zmierzył się z Brazylijczkiem, Kleberem Raimundo Silvą, schodzącym z kategorii półciężkiej. Paczuski przez trzy rundy okopywał nogę rywala i jednogłośnie na punkty wygrał walkę.
Podczas walki wieczoru gali XTB KSW 109, która odbyła się 9 sierpnia 2025 w Warszawie, zmierzył się Piotrem Kuberskim o tymczasowy pas KSW wagi średniej. W trzeciej rundzie został znokautowany wysokim kopnięciem na głowę. 

## Życie prywatne
Wspólnie z bratem, Kamilem Paczuskim, w 2015 roku założył Uniq Fight Club, który mieści się w dawnym kinie Wrzos w warszawskim Aninie. Klub wywodzi się ze Stowarzyszenia „Radość Boxing Team”, które działało w latach 2012–2015. Treningi organizowane były wówczas w niewielkiej sali sportowej OSP Warszawa Radość. Ze względu na słabe warunki lokalowe oraz brak profesjonalnego sprzętu do ćwiczeń, bracia Paczuscy podjęli decyzję o założeniu Uniq Fight Club. Obecnie w klubie zawodnicy trenują m.in. kickboxing, krav-mage, boks, mieszane sztuki walki i inne sztuki walki. Do grona trenerów należy m.in. Marcin Kret oraz Kamil Paczuski.
W 2016 roku wziął udział w zawodach Ironman Thriatlon, kończąc je w czasie 12 godzin i 30 minut.
W rozmowie dla Super Expressu powiedział, że niedawno po latach wrócił na wyższą uczelnię, na której studiuje zarządzanie. W wolnym czasie uczy się języków obcych.

## Osiągnięcia

### Kick-boxing
Amatorskie
- 2013: Mistrzostwo Świata WAK-1F[56]
- 2013: Zwycięstwo Grand Prix Russia Open[57]
- 2015, 2016: Mistrz Polski w Kickboxingu (Low-Kick)[58][59]
- 2016: Mistrzostwo Świata K-1[4]
- Światowe Stowarzyszenie Organizacji Kickboxingu
  - 2015: Zwycięstwo w turnieju WAKO Bosnia&Hercegovina Open[60]
  - 2016: Puchar Świata WAKO Hungary[61]
  - 2016: Puchar Świata WAKO Rimini[62]
  - 2016: Wicemistrzostwo Europy WAKO[63]

Zawodowe
- DSF Kickboxing Challenge
  - 2016: mistrz DSF Kickboxing Challenge w kat. 81 kg w formule K-1[6]
- Fight Exclusive Night
  - 2017: mistrz FEN w kat. 85 kg w formule K-1[5]

### Boks tajski
- 2013: Mistrzostwo Polskiej Ligi Thaiboxingu „Thai Battle”[64]
- 2014: Wicemistrzostwo Europy Muay Thai IFMA[65]
- 2015: Brązowy medal Pucharu Świata Muay Thai IFMA[66]
- 2015: Mistrz Polski Muay Thai IFMA[67][68]

### Mieszane sztuki walki
- Konfrontacja Sztuk Walki
  - Bonus za walkę wieczoru (trzy razy) vs. Tomasz Romanowski (2023)[34], Michał Materla (2023)[38], Laïd Zerhouni (2024)[47]
- Herakles
  - 2024: Herakles w kategorii Walka Roku 2023 (z Tomaszem Romanowskim)[41]

## Lista walk w kick-boxingu (niepełna)
| Wynik     | Przeciwnik (bilans przed walką) | Rozstrzygnięcie                                           | Runda | Czas | Rozgrywki                                     | Data       | Miejsce   | Uwagi                                                  |
| --------- | ------------------------------- | --------------------------------------------------------- | ----- | ---- | --------------------------------------------- | ---------- | --------- | ------------------------------------------------------ |
| Wygrana   | Junior Orgulho (0-0)            | KO (kolano na korpus)                                     | 3     | 2:23 | Uniq Fight Night                              | 17.05.2025 | Warszawa  | Main Event                                             |
| Wygrana   | Ricardas Kulis (5-3)            | TKO                                                       | 1     | ?    | HFO: Bank                                     | 05.06.2021 | Warszawa  | Main Event                                             |
| Wygrana   | Darren Anstey (13-3)            | TKO                                                       | 3     | 0:27 | FEN 24: All or Nothing                        | 16.03.2019 | Warszawa  | Limit umowny -88 kg.                                   |
| Wygrana   | Stanisław Zaniewski (48-16)     | Decyzja (jednogłośna)                                     | 5     | 3:00 | FEN 20: Next Level                            | 10.03.2018 | Warszawa  | Zdobył pas mistrzowski FEN w wadzie średniej do 85 kg. |
| Wygrana   | Florian Kröger (17-2)           | Decyzja (jednogłośna)                                     | 3     | 3:00 | Granda PRO 4                                  | 09.06.2017 | Warszawa  |                                                        |
| Wygrana   | Menno Van Roosmalen (20-4)      | KO                                                        | 3     | 3:00 | FEN 17: Baltic Storm                          | 12.05.2017 | Gdańsk    |                                                        |
| Wygrana   |                                 | N/A                                                       | N/A   | N/A  | N/A                                           | N/A        | N/A       |                                                        |
| Wygrana   |                                 | N/A                                                       | N/A   | N/A  | N/A                                           | N/A        | N/A       |                                                        |
| Wygrana   | George Davies                   | Decyzja (jednogłośna)                                     | 3     | 3:00 | FEN 16: Warsaw Reloaded                       | 11.03.2017 | Warszawa  | Przejście do kategorii średniej do 85 kg.              |
| Wygrana   | Jermaine P. Gray                | KO (kolano na korpus)                                     | 2     | ?    | DSF Kickboxing Challenge 8: Polska vs. Niemcy | 09.07.2016 | Ząbki     | 81 kg                                                  |
| Wygrana   | Paweł Gierzyński                | Decyzja (niejednogłośna)                                  | 5     | 3:00 | DSF Kickboxing Challenge 7: Polska vs. Litwa  | 23.04.2016 | Warszawa  | Zdobył pas mistrzowski DSF w wadze do 81 kg.           |
| Wygrana   | Karen Tumasian                  | Decyzja (jednogłośna)                                     | 3     | 3:00 | DSF 6                                         | 12.12.2015 | Ząbki     | 81 kg                                                  |
| Wygrana   | Adrian Valentin                 | Decyzja (jednogłośna)                                     | 4     | 3:00 | MFC 7                                         | 13.12.2014 | Nowa Sól  | 86 kg                                                  |
| Wygrana   | Tautvydas Lileikis              | KO (lewy hak na wątrobę)                                  | 1     | ?    | KOK World GP 2014 in Plock                    | 28.11.2014 | Płock     |                                                        |
| Przegrana | Artur Kyszenko                  | TKO (poddanie walki przez narożnik – wyrzucenie ręcznika) | 3     | 0:38 | KOK World GP 2014 in Gdansk                   | 17.10.2014 | Gdańsk    | Main Event                                             |
| Przegrana | Constantin Țuțu (17-3)          | Decyzja (jednogłośna)                                     | 3     | 3:00 | KOK World GP 2014 in Chișinău                 | 22.03.2014 | Kiszyniów | Ćwierćfinał turnieju KOK WGP.                          |

## Lista zawodowych walk w MMA
| Wynik     | Bilans | Przeciwnik (bilans przed walką)     | Rozstrzygnięcie                                 | Runda | Czas | Rozgrywki                           | Data       | Miejsce  | Uwagi                                                                   |
| --------- | ------ | ----------------------------------- | ----------------------------------------------- | ----- | ---- | ----------------------------------- | ---------- | -------- | ----------------------------------------------------------------------- |
| Przegrana | 8-3    | Piotr Kuberski (16-1)               | KO (wysokie kopnięcie na głowę)                 | 3     | 1:18 | XTB KSW 109: Kuberski vs. Paczuski  | 09.08.2025 | Warszawa | Pojedynek o tymczasowy pas mistrzowski KSW w wadze średniej. Main Event |
| Wygrana   | 8-2    | Kleber Raimundo Silva (22-13. 1 NC) | Decyzja (jednogłośna)                           | 3     | 5:00 | XTB KSW 102: Przybysz vs. Azevedo   | 25.01.2025 | Radom    |                                                                         |
| Wygrana   | 7-2    | Laïd Zerhouni (13-8. 1 NC)          | KO (ciosy pięściami)                            | 1     | 1:01 | XTB KSW 98: Paczuski vs. Zerhouni   | 14.09.2024 | Lubin    | Bonus za walkę wieczoru. Main Event                                     |
| Wygrana   | 6-2    | Kacper Karski (8-4)                 | TKO (niskie kopnięcie)                          | 3     | 2:16 | XTB KSW 96: Pawlak vs. Janikowski 2 | 20.07.2024 | Łódź     |                                                                         |
| Przegrana | 5-2    | Michał Materla (32-9)               | KO (prawy overhand)                             | 1     | 1:37 | XTB KSW 83: Colosseum 2             | 03.06.2023 | Warszawa | Bonus za walkę wieczoru.                                                |
| Przegrana | 5-1    | Tomasz Romanowski (17-8. 1NC)       | Decyzja (niejednogłośna)                        | 3     | 5:00 | XTB KSW 78: Materla vs. Grove 2     | 21.01.2023 | Szczecin | Bonus za walkę wieczoru. Co-Main Event,                                 |
| Wygrana   | 5-0    | Jason Radcliffe (17-9)              | KO (prawy podbródkowy)                          | 1     | 1:40 | KSW 73: Wrzosek vs. Sarara          | 20.08.2022 | Warszawa |                                                                         |
| Wygrana   | 4-0    | Jason Wilnis (2-0)                  | TKO (przerwanie przez lekarza – kontuzja palca) | 3     | 1:46 | KSW 70: Pudzian vs. Materla         | 28.05.2022 | Łódź     | Debiut w KSW.                                                           |
| Wygrana   | 3-0    | Daniel Płonka (0-0)                 | KO (ciosy pięściami)                            | 1     | 0:29 | ACA 101                             | 15.11.2019 | Warszawa |                                                                         |
| Wygrana   | 2-0    | Damian Ostęp (1-1)                  | KO (lewy podbródkowy)                           | 1     | 3:14 | ACA 96                              | 08.06.2019 | Łódź     | Limit umowny -88 kg.                                                    |
| Wygrana   | 1-0    | Jarosław Lech (2-3)                 | Decyzja (jednogłośna)                           | 3     | 5:00 | ACA 92                              | 16.02.2019 | Warszawa | Debiut w wadze średniej.                                                |

## Lista walk amatorskich w boksie tajskim (niepełna)
| Wynik     | Bilans | Przeciwnik (bilans przed walką) | Rozstrzygnięcie          | Runda | Czas | Rozgrywki | Data       | Miejsce  | Uwagi |
| --------- | ------ | ------------------------------- | ------------------------ | ----- | ---- | --------- | ---------- | -------- | ----- |
| Przegrana | ?      | Daniel Prokurat                 | Decyzja (niejednogłośna) | 3     | 3:00 | MFC 6     | 14.12.2013 | Nowa Sól | 81 kg |